# Anochetus emarginatus
Anochetus emarginatus é uma espécie de formiga do gênero Anochetus, pertencente à subfamília Ponerinae.